# Éter de cloroalquilo

Estructura química del clorometil metil éter.

Los éteres de cloroalquilo son una clase de compuestos orgánicos con la estructura general R-O-(CH2)n-Cl, caracterizados como un éter unido a un grupo clorometilo mediante una cadena de alcano.
El clorometil metil éter (CMME) es un éter con la fórmula CH3OCH2Cl. Se usa como un agente alquilante y como solvente industrial en la manufactura de cloruro de dodecilbencilo, impermeabilizantes, resina de intercambio iónico, polímeros y como un reactivo de clorometilación. Es un carcinógeno en el hombre. En síntesis orgánica, el compuesto se usa para la introducción del grupo protector metoximetilo (MOM).
Algunos compuestos similares de importancia industrial son el bis(clorometil éter) (BCME) (semejante al arma química gas mostaza) y el bencil clorometil éter (BOMCl).
| Éter de clorometilo                    | R       |                        | Masa molar | Número CAS | Punto de ebullición °C |
| Bencil clorometil éter                 | Bencilo | bencil clorometil éter | 121.93     | 98-80-6    | 102 °C @14 mmHg        |
| metil clorometil éter                  | Metilo  | metil clorometil éter  | 80.51      | 107-30-2   | 55-57                  |
| bisclorometil éter                     |         |                        | 114.96     | 542-88-1   | 106                    |
| t-Butoximetil éter                     | Butilo  |                        | 124.5      |            |                        |
| Metoxietoximetil éter                  |         |                        | 124.57     | 3970-21-6  | 50-52 °C @13 mmHg      |
| Éteres de cloroalquilo representativos |         |                        |            |            |                        |

## Éteres MOM
El metil clorometil éter (frecuentemente representado como MOMCl) se usa para introducir un grupo protector en los alcoholes. El producto formado es un éter MOM. Se requiere una base como la N,N-diisopropiletilamina. 
El grupo MOM 
Con un grupo t-butilo, el grupo protector se transforma en un éter Bum. El cloruro se prepara a partir del metil tert-butil éter usando una cloración fotoquímica.
Con un grupo metoxietoxilo, el grupo protector se transforma en un éter MEM. Este éter es mucho más estable que el éter MOM a la hidrólisis.